# Trichosanthes kirilowii
Espèce
Trichosanthes kirilowii (le concombre chinois) est une espèce de plantes à fleurs dicotylédones de la famille des Cucurbitaceae, originaire de Chine.
C'est une des cinquante plantes de base employées en médecine traditionnelle chinoise, où elle est connue sous le nom de guālóu (栝楼).

## Taxinomie

### Synonymes
Selon Catalogue of Life (22 décembre 2014) :
- Anguina kirilowii (Maxim.) Kuntze ;
- Eopepon aurantiacus Naud. ;
- Eopepon vitifolius Naud. ;
- Trichosanthes obtusiloba C.Y. Wu ;
- Trichosanthes palmata Hance.

### Liste des variétés
Selon Catalogue of Life (22 décembre 2014) :
- variété Trichosanthes kirilowii var. japonica

Selon NCBI (22 décembre 2014) :
- variété Trichosanthes kirilowii var. japonica